# Insenatura di Mill
L'insenatura di Mill (in inglese Mill Inlet) è un'insenatura lunga circa 14 km e larga 34 all'imboccatura, situata sulla costa di Foyn, nella parte sud-occidentale della Terra di Graham, in Antartide. L'insenatura si estende da capo Robinson a punta Monnier ed è completamente ricopoerta da quello che rimane della piattaforma glaciale Larsen C.
All'interno dell'insenatura, o comunque della cale situate sulla sua costa, si gettano, andando al alimentare la suddetta piattaforma, diversi ghiacciai, tra cui il Breitfuss, il Cumpston, il Fricker, il Mitterling e il Quartermain.

## Storia
L'insenatura di Mill fu fotografata per la prima volta nel 1947 durante una ricognizione aerea effettuata  nel corso della Spedizione antartica di ricerca Ronne, 1947—48, e lo stesso anno una spedizione del British Antarctic Survey, che all'epoca si chiamava ancora Falkland Islands and Dependencies Survey (FIDS), la esplorò via terra e la mappò. Proprio il FIDS la battezzò così in onore di Hugh Robert Mill, un geografo e meteorologo scozzese, che ebbe un ruolo fondamentale nello sviluppo della meteorologia come scienza.